# André do Prado
André do Prado (Évora, 13?? – Portogallo, 14??) è stato un religioso, teologo e filosofo portoghese.

## Biografia
Nato a Évora sul finire del XIV secolo, Fra André do Prado studiò al Convento di S. Francesco di Évora e presso le Università di Parigi e di Bologna, città nella quale risiedeva all'inizio del XV secolo. Francescano, insegnò teologia nel contesto della Chiesa Cattolica e lavorò ai servizi del vescovo di Braga. Passò parte della vita adulta fuori dal Portogallo, paese al quale ritornò all'età di circa 70 anni, e dove morì non prima del 1450.

## Opera teologica
La sua opera principale è il Horologium Fidei, trattato di teologia sotto forma di dialogo - probabilmente o in gran parte artificiale - con Enrico il Navigatore, Infante del Portogallo e figura di primissimo rilievo dell'epoca dei Descobrimentos. André do Prado fu anche l'autore di Spiraculim Francisci Mayronis, testo che si trova conservato presso le biblioteche di Assisi e di Oxford.

## Opere
- Horologium fidei
- Spiraculum Francisci Mayronis